# Paul Ilie

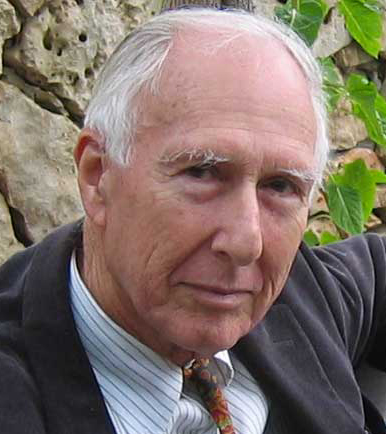
Paul Ilie

Paul Ilie (Brooklyn, New York, 11 de octubre de 1932- Los Ángeles, California, 18 de julio de 2017) fue un profesor y especialista en literatura hispana estadounidense.  

## Biografía
Paul Ilie nació en Brooklyn, New York, en una familia de judíos inmigrantes procedentes de Rumanía. Tras obtener la licenciatura (BA degree) en Brooklyn College en 1954, ingresó en el programa de Lenguas y Literaturas Romances de Brown University, donde obtuvo el Máster (1956) y el Doctorado (1959). Como profesor titular, enseñó en la Universidad de Míchigan (1959-1982), donde conoció a la que sería su esposa, la artista francesa Marie-Laure Ilie (née Bouscaren). En 1982 fue contratado como catedrático por la University of Southern California, permaneciendo en esa universidad hasta su jubilación como profesor emérito en 1997. Asimismo, fue profesor visitante en la Hebrew University de Jerusalén (1969-70) y en la University of California, Los Ángeles (1980), y, por razones de investigación, pasó largos periodos en España, Francia e Inglaterra. A lo largo de su carrera académica, dirigió un gran número de tesis doctorales. Sus estudiantes son hoy profesores y catedráticos en algunas de las más prestigiosas universidades americanas. Recibió diversas becas por parte de prestigiosas organizaciones, tal como la Guggenheim Foundation, el National Endowment for Humanities, el American Council of Learned Societies, la Fundación Del Amo, y la Horace Rackham Foundation.

## Obra
Paul Ilie es considerado uno de los más destacados especialistas en literatura española moderna y contemporánea, en literatura comparada y en historia de las ideas. Es autor de ocho libros y más de un centenar de artículos. Entre sus estudios, posee especial relevancia el publicado en 1981 bajo el título Literature and Inner Exile. En él, analiza el exilio en la época franquista, argumentando que existe una significativa coincidencia en temas y estilo entre los escritos de los autores opuestos al régimen que permanecieron en el país (exilio interior) y los que se exiliaron en países extranjeros (exilio territorial).  Uno de los conceptos teóricos más innovadores aportados por el libro es la propuesta de que todo exilio geográfico ocasiona un exilio interior de tipo mental en los que permanecen en el solar nativo, incluso en aquellos del bando que forzó la expulsión, pues han de sufrir un sentimiento de mutilación ante la pérdida de la completitud de esa comunidad provocada por la ausencia del otro.  El concepto de “exilio interior” utilizado por Paul Ilie ha sido incorporado después en numerosos estudios literarios y sociológicos, proporcionando una herramienta esencial de trabajo para la comprensión no solo de la época franquista, sino de la de cualquier otro país en parecidas circunstancias. Paul Ilie publicó asimismo una serie de influyentes estudios sobre las relaciones intelectuales entre España y Francia en el XVIII, así como sobre el surrealismo español, lo grotesco en la literatura española, o la producción de figuras fundamentales de la cultura de ese país, tales como el pintor Francisco de Goya y los escritores Miguel de Unamuno y Camilo José de Cela.  

## Libros
- La novelística de Camilo José Cela. Madrid: Gredos, 1963, 238 p.; 3 edición ampliada, 1978, 329 p.

- Unamuno: An Existential View of Self and Society. Madison: Univ. Wisconsin Press, 1967, 299 p.

- The Surrealist Mode in Spanish Literature. Ann Arbor: Univ. Michigan Press, 1968, 242 p.

- Documents of the Spanish Vanguard. Chapel Hill: Univ. North Carolina Press, 1969 (editor), 451 p.

- Los surrealistas españoles. Madrid: Taurus, 1972, 323 p. (Versión ampliada de: The Surrealist Mode)

- Literature and Inner Exile. Authoritarian Spain, 1939-1975. Baltimore: Johns Hopkins UP, 1981, 197 p. Traducido como: Literatura y exilio interior. Madrid: Taurus, 1981.

- The Age of Minerva. Volume I: Counter-Rational Reason in Eighteenth-Century Thought. Volume II: Cognitive Discontinuities in the Eighteenth Century: From Body to Mind in Biology and Art. Philadelphia: University of Pennsylvania Press, 1995, 411p, 382p.

- The Grotesque Aesthetic in Spanish Literature, from the Golden Age to Modernism. Newark, Delaware: Juan de la Cuesta, 2009, 300p.